# La Selle-en-Coglès
La Selle-en-Coglès korábbi község Franciaországban, Ille-et-Vilaine megyében. Lakosainak száma 592 fő (2018. január 1.). La Selle-en-Coglès Coglès, Montours, Saint-Brice-en-Coglès és Saint-Étienne-en-Coglès községekkel határos.
2017. január 1-jén Coglès és Montours korábbi községgel egyesült és az így létrejött Les Portes du Coglais új község része lett.

## Népesség
A település népességének változása:
| Lakosok száma | 580  | 510  | 491  | 461  | 447  | 604  | 620  | 633  | 640  | 592  |
|               | 1968 | 1975 | 1982 | 1990 | 1999 | 2011 | 2013 | 2015 | 2017 | 2018 |